# Roriz (Barcelos)
Roriz ist eine Gemeinde (Freguesia) im nordportugiesischen Kreis Barcelos. In ihr leben 2021 Einwohner (Stand 19. April 2021).